# 1965 год в истории железнодорожного транспорта
1965 год в истории железнодорожного транспорта

## События
- 25 января открыта станция Архангельск-Город.
- В Германии построена высокоскоростная линия Мюнхен — Аугсбург для обслуживания пассажиров Международной транспортной выставки.[1]

## Новый подвижной состав

Электровоз ЧС4

- На железные дороги СССР начали поступать электровозы переменного тока серии ЧС4, строившиеся Чехословацким заводом «Шкода».
- Впервые в СССР на Брянском машиностроительном завод (БМЗ) начато производство рефрижераторных вагонов.
- В США на заводах компании Electro-Motive Diesel освоен выпуск тепловозов серии EMD SD45.
- В СССР начались поставки в Венгрию тепловозов серии М62.
- В УССР на Днепровском электровозостроительном заводе начали производство промышленных электровозов Д94, всего было изготовлено 11 электровозов.